# イーゴリ・ブラジュコフ
イーゴリ・ブラジュコフ（英：Igor Ivanovich Blazhkov、ウクライナ語: І́гор Іва́нович Блажко́в、ロシア語: Игорь Иванович Блажков 1936年9月23日 - ）は、ウクライナのキエフ出身の指揮者。

## 略歴
キエフ音楽院ではアレクサンドル・クリモフ、およびレニングラード音楽院ではムラヴィンスキーに指揮法を学んだ。1959年、ウクライナ共和国指揮者コンクールで優勝。1958年から63年まではウクライナ国立フィルハーモニー管弦楽団の指揮者を務め、63年から68年まではレニングラード・フィルの指揮者の地位にあった。
指揮者のゲンナジー・ロジェストヴェンスキーは、1968年に雑誌のインタビューに答えた際、若い世代の最も有望な指揮者として、ズービン・メータ、テミルカーノフ、小澤征爾、アバドとともに、ブラジュコフの名をあげている。
ブラジュコフの顕著な業績としては、ソ連国内におけるストラヴィンスキー作品の演奏があげられる。作曲家自身と親交を持っており、またムラヴィンスキーが所持していた「アゴン」のスコアは、ブラジュコフが贈ったものであった。
また1965年には、ショスタコーヴィチの交響曲第2番、第3番の蘇演をレニングラード・フィルとともに行っている。
その後は、キエフ室内管弦楽団、ウクライナ国立交響楽団、ペルペートゥム・モービレ管弦楽団のポストを務めた。
2002年からは、ドイツのポツダムに居住している。2004年と2005年には東北大学交響楽団の招聘で来日し、同団の定期演奏会でチャイコフスキーの交響曲などを指揮した。

## 録音
- チャイコフスキー：交響曲第6番「悲愴」
- ショスタコーヴィチ：交響曲第2番「十月革命に捧ぐ」（蘇演の際のライヴ録音）
- アレクサンドロフ：交響曲第1番
- シェーンベルク：ピアノ協奏曲（独奏はアナトリー・ヴェデルニコフ）
- ストラヴィンスキー：ピアノと管弦楽のためのムーヴメンツ（同上）
- ティシチェンコ：チェロ協奏曲第1番（独奏はロストロポーヴィチ）